# مادام دابل ایکس
مادام دابل ایکس (انگلیسی: Madame Double X) یک فیلم کوتاه صامت آمریکایی است که در سال ۱۹۱۴ منتشر شد.

## بازیگران
- والاس بیری
- رابرت بولدر
- بن ترپین
- لئو وایت